# Erlangea
Erlangea é um género botânico pertencente à família Asteraceae.